# FRIO
Edwin Rojas Restrepo (n. 1980), conocido como 'EDWIN FRIO", cantautor colombiano nacido en Nueva York (Estados Unidos de América). Frío es conocido en el género Pop Urbano por hacer fusiones musicales con géneros de diferentes culturas mundiales. 
Se ha visto en Caldas, Antioquia junto a sus hijas. 
Su primer sencillo con lanzamiento oficial lleva por nombre "No Me Da La Gana" del cual se desprendió su primer video musical.
Su primer álbum lo realizó con la firma de Penthouse Clear de la ciudad de Orlando en el estado de Florida en los EE. UU. lleva por nombre el mismo de su sencillo "No Me Da La Gana" y contiene fusiones de géneros como la Balada, Pop, electrónica y su género principal el Pop Rock. Álbum que por problemas legales con su antigua firma discográfica no pudo salir al público.
Después de retirarse momentáneamente de la música en 2012, regresa en 2013 a la escena musical con un nuevo sencillo promocional llamado 'Al Revés'.

## Carrera musical

### Inicios
Los inicios musicales de FRIO fueron esencialmente en el género urbano haciendo colaboraciones y produciendo para artistas del mismo género, en Medellín, Colombia.
Luego de trabajar en diferentes géneros se identificó de una manera definitiva con el Rock Pop, y lanza su primer álbum como solista, llamado "No me da la gana", pre-producido en los estudios "FRIO Music de Colombia, y producido en KDS Studios de Orlando en Florida (EE.UU.), bajo la firma de la marca "Penthouse Clear". De este álbum, oficialmente se dieron a conocer a conocer completamente 4 sencillos. Después del lanzamiento de estos 4 sencillos, este álbum no volvería a ver la luz por problemas legales con su firma discográfica.
En 2010, FRIO es incluido en una de las celebraciones más grandes de Estados Unidos. Los "15th Annual Valencia Film Celebration", con el vídeo de su canción acústica "Que No Daría", producido por J Star Entertainment, en la categoría de los "Films Más Destacados en Estados Unidos", en la forma "Short Film".
Después de su retiro indefinido de la música en 2013, regresa en 2014 con un nuevo sencillo y con él incluyó un videoclip (bajo la producción de Freak Out! Company) llamado 'Al Revés', sencillo que volvió a lanzar oficialmente al medio musical al artista.

### No Me Da La Gana
Primer álbum de FRIO (cuando su nombre artístico era FRIO) como solista, del que forman parte 14 canciones Pop Rock, fusionadas con géneros Latinos y Anglo.
Grabado los Estados Unidos de América en los KDS Studios de Orlando en Florida. “No Me Da La Gana”, es un trabajo discográfico, el cual habla de rebeldía, desamor, muerte, desilusión que a la vez es un álbum autobiográfico.

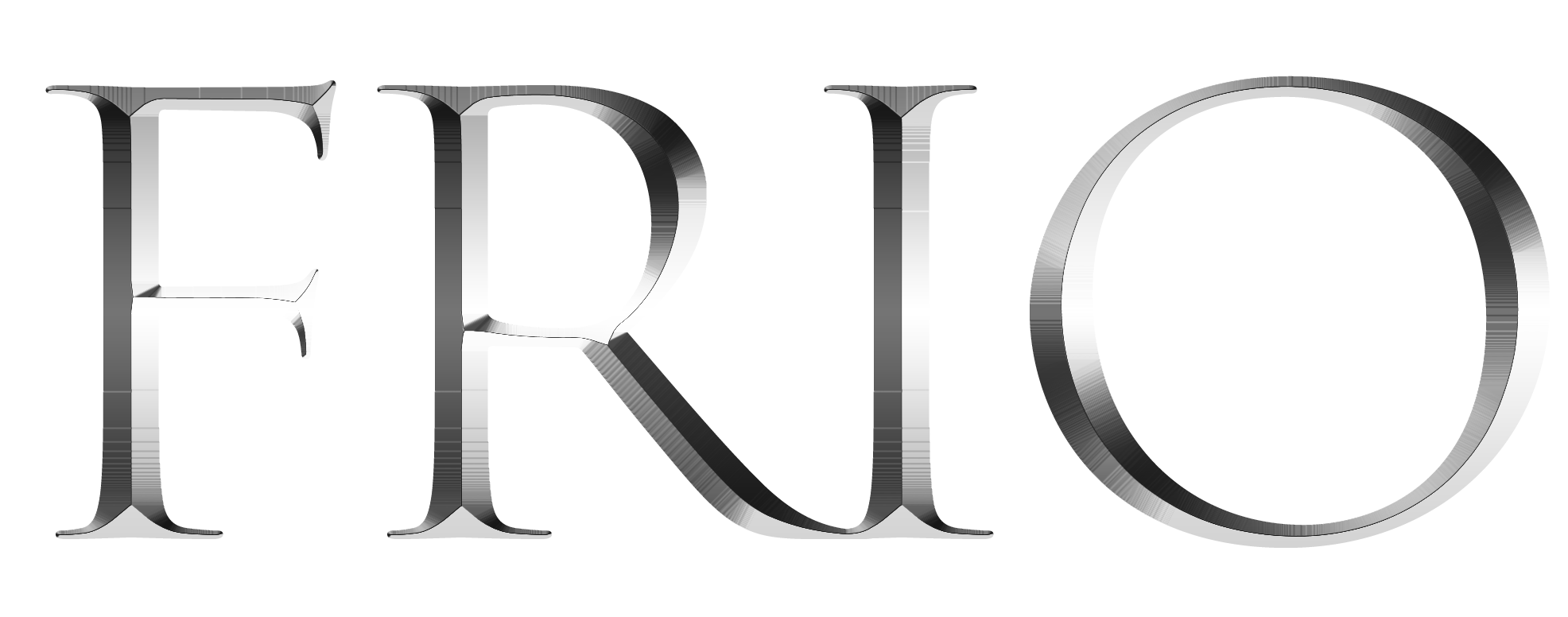
FRIO Logo

De este álbum se desprende su primer videoclip, que lleva el nombre de su álbum.
Este trabajo discográfico contiene 4 colaboraciones confirmadas, una junto a Chanelle Ray", la segunda es junto al rapero M.I Suspence, una tercera con el también rapero J. Stacksz y la versión de la canción "Otro Día Sin Ti" con otros artistas.
En la parte inicial de la preproducción del álbum, estuvo a cargo el mismo FRIO en sus estudios FRIO Music de Colombia y de productores del mismo país, luego con productores de Puerto Rico, y en la finalización del mismo se contó con la participación de relevantes productores como Tommy Tools Jr.
Lo musical estuvo a cargo de músicos de España, Ecuador, Colombia, Estados Unidos, Puerto Rico, facilitando una mezcla de culturas real tanto en la parte de realización, como en el resultado final del trabajo discográfico.
El año 2011 se lanza el sencillo promocionalq ue lleva el mismo título del álbum. En Colombia y algunos países vecinos, después de haber relanzado algunas de sus canciones en el género urbano como forma de mostrar el proceso que se ha llevado completamente.

## Estilo Musical
El estilo musical de FRIO es liricalmente oscuro pero con influencias positivas mostrando un camino desde lo negativo hasta el sentimiento de superación y felicidad.

### Frío Acústico
Desde el 2008, FRIO comenzó la publicación de canciones acústicas. Canciones que expresan un favoritismo hacia naturalidad, del error, del defecto o al instante sin maquillaje y después de estas ser acústicas, pasan a ser algo procesado, tomando como ejemplo “No Me Da La Gana”.

### Canciones Vocales
Frío Vocal en el que se realizan canciones sin utilización de instrumentos, afinadores u otro sistema electrónico externo, es un tipo de canción, el cual por primera vez, se dio a conocer en el 2010 con su canción "Si Te Vas" y en el 2011 "Si Hoy Me Muero" .

## Cultura a través de la música.
El cantante actualmente cuenta con gran variedad de temas, en los que se varia desde mezclas de música colombiana con música urbana estadounidense, ha colaborado con artistas como Japanesse o Vale Ramírez.
Sus grabaciones en varios países crean esa vibra de Pop Latino y vallenato combinado con Música callejera, o musica ganster.

## Influencias
Las influencias más notorias en FRIO son tanto en géneros como en artistas.
Si se habla de artistas, en primer lugar está Robi Draco Rosa, Garbage, Carpark North, Daughtry, entre otros, y en cuestión de géneros se ven reflejados en sus trabajos el tango, el vallenato, el flamenco, el R&B, entre otros.